# Arborètum de Sant Guillem
L'Arborètum de Sant Guillem (en francès Arboretum de Saint Guillem), és un arborètum que n'ocupa 8 hectàrees i es troba al riu Tec, a Prats de Molló i la Presta, a la comarca del Vallespir, a la Catalunya del Nord. L'arborètum va ser creat el 1958 i conté prop de cinquanta varietats de coníferes i arbres caducifolis. L'arborètum de Sant Guillem serveix com a guarderia per als Office National des Forêts, encara que al llarg de l'Arborètum, les rutes de senderisme estan ben marcades.